# Enzims moonlight
Una proteïna moonlighting és una biomolècula multifuncional que pot realitzar més d'una funció diferenciada i addicional a nivell bioquímic, biofísic i fisiològic. Seguint aquesta conceptualització, s'han identificat fins a 515 d'aquestes biomolècules, recollides i centralitzades a la base de dades "Moonprot". Sobre això, cal destacar que arran la diversitat de funcions, la pluralitat de mètodes per passar d'una funció a l'altra, les múltiples maneres d'evolucionar cap a noves funcions i les formes en que beneficia els organismes, és possible que hi hagi moltes més proteïnes i enzims moonlighting. Amb l'objectiu de completar aquesta definició, cal prendre en compte cuatre factors: En primer lloc, i malgrat la diversitat de proteïnes moonlighting, la literatura mostra una tendència a emprar de forma indiferenciada els termes “proteïna moonlighting” i “enzim moonlighting”, ja que dues terceres parts de les proteïnes moonlighting són enzims. Al present article, parlarem tant de proteïnes com d’enzims, però ens centrarem en aquesta segona categoria. En segon lloc, les proteïnes i enzims moonlighting es poden expressar en múltiples localitzacions cel.lulars (la membrana, el citoplasma, els nuclèols, etc.) i en cèl·lules de diferent tipologia i especialització. Això és: La mateixa proteïna o enzim pot desenvolupar funcions diferenciades i afegides en funció de la seva localització dins o fora de la cèl·lula. En tercer lloc, l’estructura de la proteïna (monomèrica o oligomèrica) i la concentració del substrat específic també poden influir en les seves funcions bioquímiques, biofísiques i fisiològiques. En quart lloc, les proteïnes moonlighting tenen la capacitat de realitzar múltiples funcions sense necessitar dominis independents. La seva capacitat funcional depèn més d'una flexibilitat estructural intrínseca on una mateixa regió o domini pot participar en diverses funcions segons el context en què es troba. En aquest sentit, la desestructuració intrínseca de les proteïnes i enzims moonlighting juga un rol clau. I, finalment, les proteïnes i els enzims moonlighting es troben en una gran diversitat d'espècies: S'han identificat en arqueus (Methanocaldococcus jannaschii, Sulfolobus tokodaii, Thermoplasma acidophilum, etc.), bacteris patògens (Clostridium difficile, Helicobacter pylori, P. aeruginosa, Staphylococcus, etc.), bacteris no patògens (Bifidobacterium), organismes eucariotes (mamífers, aus, rèptils, amfibis, peixos, insectes, plantes, fongs i protozous) i virus. Aquesta concurrència suggereix que la realització de múltiples funcions per part d'un polipèptid pot ser beneficiós per les cèl·lules i els organismes.
Dita definició, si bé recull els trets fonamentals de les proteïnes moonlighting, no aconsegueix establir clarament quin tipus de proteïna entra dins la categoría de moonlighting i quina no. Aquesta dificultat ve donada pel fet que les proteïnes i enzims moonlighting obliguen a reformular el límit entre les proteïnes amb funció catalítica (enzims) i les proteïnes sense funció catalítica (proteïnes estructurals, de transducció de senyals, de regulació, etc.). Així, es dedicarà el present paràgraf a establir quins factors vinculats a la simultaneïtat de funcions no s'inclouen a la categoría. En primer lloc, la fusió gènica. Hi ha proteïnes que, malgrat desenvolupen múltiples funcions, aquestes no són addicionals i diferenciades. En aquests casos, la capacitat de realitzar més d’una tasca catalítica es deu a la fusió de dos gens que codifiquen enzims. Per exemple: Les proteïnes de bastida. En segon lloc, la catàlisi de múltiples pasos en un mateix pathway metabòlic. Les proteïnes de bastida també són un exemple d’aquest factor: Dites biomolècules connecten i organitzen diverses proteïnes, però es considera que aquestes dues tasques formen part d’una mateixa funció biofísica. En tercer lloc, un empalmament alternatiu de l’RNA que genera proteïnes isoformes. Per exemple: La fibronectina. La isoforma del plasma sanguini participa en la coagulació i la isoforma de la matriu extracel·lular participa de l’adhesió cel·lular i la cicatrització. No es considera moonlighting perquè aquestes funcions es deriven de les diferents isoformes generades per empalmament alternatiu. En quart lloc, la promiscuïtat enzimàtica. Per exemple: L’enzim alcohol deshidrogenasa (ADH). Aquest enzim catalitza l’oxidació de múltiples substrats però no es considera un enzim moonlighting perquè no realitza funcions addicionals i diferenciades, sino que les desenvolupa amb diferents substrats. En cinquè lloc, les modificacions post-traduccionals. Per exemple: La proteïna p53 pot desenvolupar diverses funcions, però aquesta pluralitat de funcions és regulada per modificacions post-traduccionals com la fosforilació, acetilació o ubiqüitinació. I, finalment, casos en que les funcions enzimàtiques es troben dins dominis de plegament independent als terminals N i C de la proteïna amb una seqüència d'enllaç que els separa. Per exemple: La proteïna PMI-GMP al bacteri Pseudomonas aeruginosa, conté una guanosina N-terminal 5-difosfo-domini D-manosa pirofosforilasa (GMP) i un domini C-domini de la fosfomanosa isomerasa (PMI) terminal que són connectat per un segment d'enllaç.

## Història i descobriment
L'any 1982, Thomas Ingolia i Elisabeth Craig (Wisconsin-Madison) informen la seqüència de DNA de quatre proteïnes de xoc tèrmic en el gènere Drosòfila de mosques; HSP22, 23, 26 i 27. Realitzant una comparació, els sorprèn la similitud amb les proteïnes α-cristal·lina de mamífers, la qual es troba present a la lent ocular dels vertebrats, com ja s'ha esmentat.
Una nova hipòtesi apareix quan troben aquesta mateixa proteïna en altres teixits diferents de la lent i mitjançant estudis observen que presenta activitat enzimàtica, el que els anima a pensar que exercia aquesta funció d'enzim en altres teixits.
Com a conclusió, extreuen que una mateixa proteïna, expressada pel mateix gen, pot desenvolupar dues funcions depenent del context en el qual es troba i en la quantitat en la que s'expressa.
L'any 1988, l'investigador Joram Piatigorsky anomena a aquest fenomen gene sharing, descrivint el que s'ha estat parlant fins ara, com una mateixa proteïna, codificada pel mateix gen, pot desenvolupar més d'una funció a l'organisme.
Gairebé 10 anys més tard, Constance Jeffery introdueix el terme moonlighting per parlar d'aquest tipus de proteïnes. I a més, delimita el concepte, excloent proteïnes que realitzen diferents funcions a causa de modificacions en la seva estructura.
No només Constance Jeffery ha contribuit significativament a l’estudi de les proteïnes ''moonlighting''. Per exemple, Enric Querol i el seu equip de la Universitat Autònoma de Barcelona han desenvolupat bases de dades com MultitaskProtDB, per realitzar un catàleg i anàlisi d’aquestes proteïnes. A més, la seva tesi relaciona les proteïnes amb malalties i aplicacions biomèdiques.

## Funcions

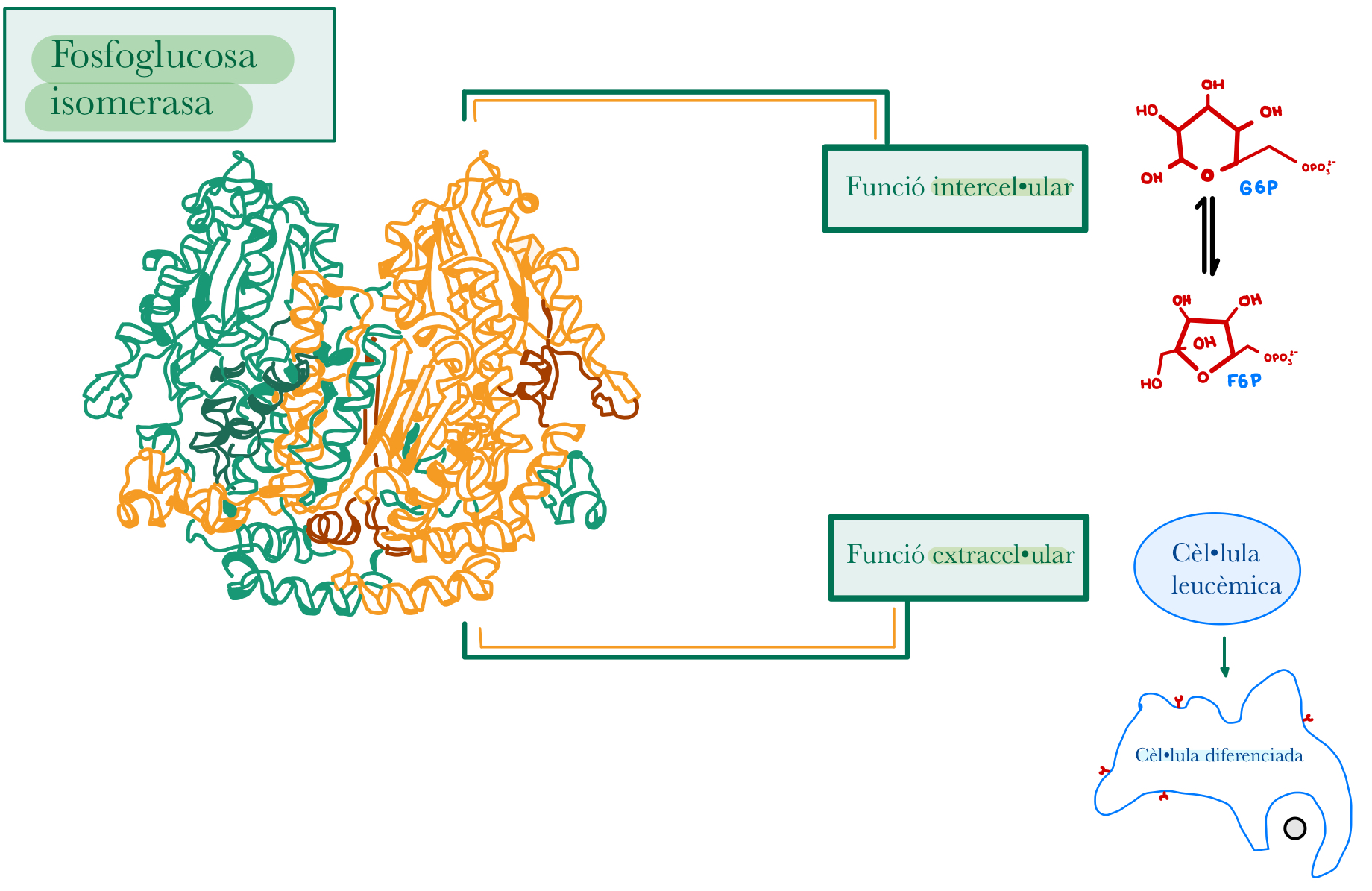
Representació pròpia de les diverses funcions que pot realitzar la fosfoglucosa isomerasa, el segon enzim de la glucòlisi, responsable de catalitzar la interconversió entre glucosa-6-fosfat i fructosa-6-fosfat. Aquesta proteïna també actua com a factor de motilitat autocrí, neuroleucina i mediador de diferenciació i maduració. Aquest enzim amb funció moonlighting s'uneix a un receptor de la superfície cel·lular, causant la diferenciació de cèl·lules leucèmiques i augmentant la motilitat de les cèl·lules tumorals.

L'existència dels enzims moonlight, descarta la idea de que un sol gen pugui codificar una mateixa proteïna  i, per tant, que efectuï una funció tal com s'ha dit anteriorment. És per aquesta raó que és de gran interès entendre el funcionament i les funcions que desenvolupen. D'aquesta manera, es dedica el present paragraf a desenvolupar diferents aspectes de la funcionalitat de les proteïnes i enzims moonlighting.
- Funció canònica i funcions moonlighting: A aquest tipus de proteïnes i enzims se'ls hi atribueix una primera funció, considerada la canònica, i una segona funció (o diverses), coneguda com a moonlighting. Malgrat aquesta classificació respon a un ordre històric i no té rellevància funcional intrínseca, segueix sent emprada a la literatura.[4]

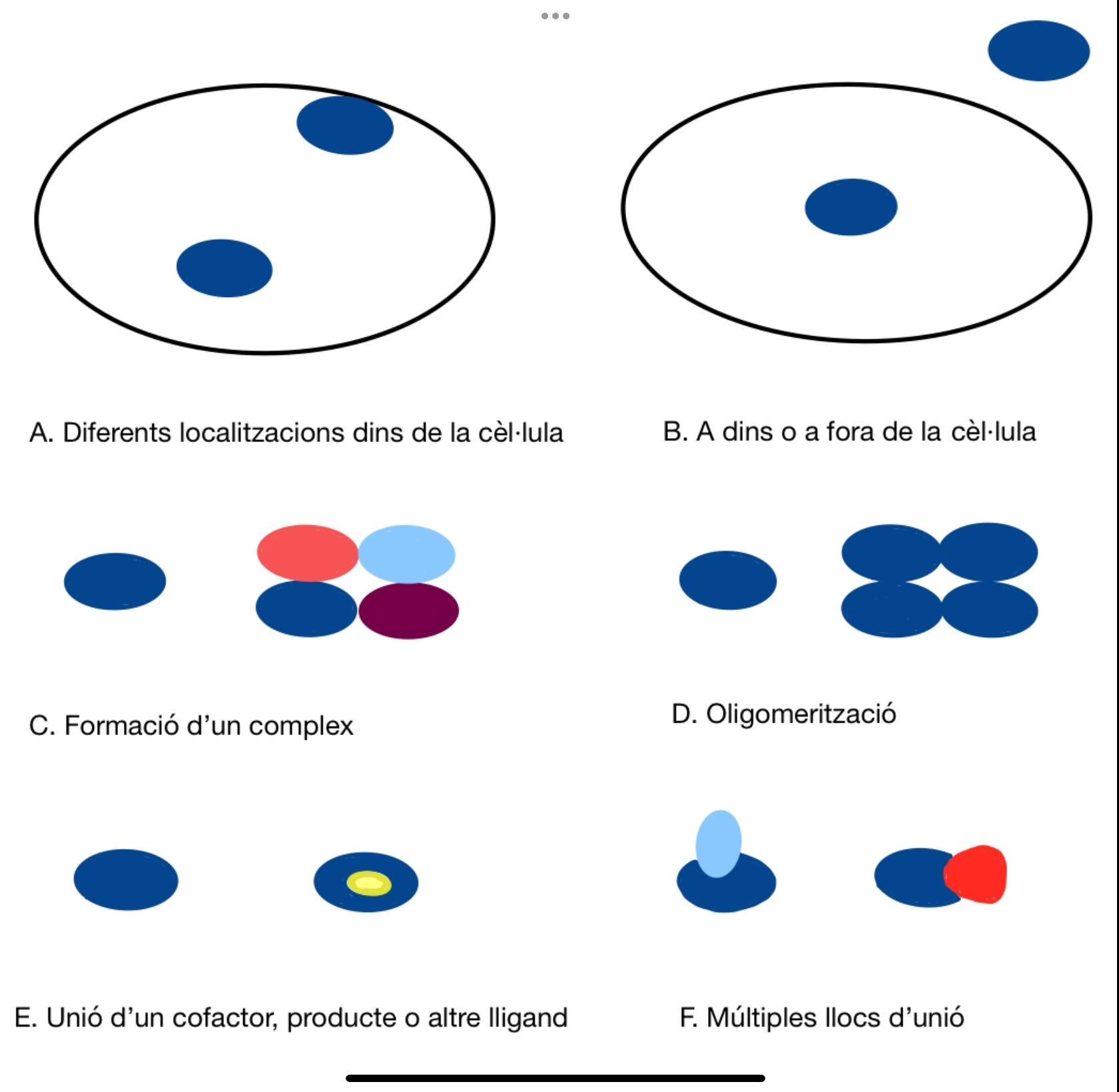
(Fig.2) Esquema propi dels exemples de mètodes per a una proteïna moonlighting per canviar entre funcions. a) Una mateixa proteïna pot assumir funcions diferents segons la seva localització dins la cèl·lula (com quan està unida a l’ADN o es troba al citoplasma). (b) Algunes proteïnes exerceixen funcions catalítiques dins de la cèl·lula, però, quan són secretades, actuen com a factors de creixement. (c) Hi ha proteïnes que tenen activitat catalítica quan es troben en forma monomèrica, però funcionen com a subunitats reguladores no catalítiques quan formen part d’un complex. (d) Algunes proteïnes desenvolupen una funció quan són monòmers i una altra diferent quan s'agrupen en oligòmers. (e) Certes proteïnes alteren la seva funció en unir-se a cofactors, productes o altres lligands. (f) Alguns enzims o receptors presenten llocs d’unió específics per a substrats diferents.

- (Fig.2) Esquema propi dels exemples de mètodes per a una proteïna moonlighting per canviar entre funcions.  a) Una mateixa proteïna pot assumir funcions diferents segons la seva localització dins la cèl·lula (com quan està unida a  l’ADN o es troba al citoplasma). (b) Algunes proteïnes exerceixen funcions catalítiques dins de la cèl·lula, però, quan són secretades, actuen com a factors de creixement. (c) Hi ha proteïnes que tenen activitat catalítica quan es troben en forma monomèrica, però funcionen com a subunitats reguladores no catalítiques quan formen part d’un complex. (d) Algunes proteïnes desenvolupen una funció quan són monòmers i una altra diferent quan s'agrupen en oligòmers. (e) Certes proteïnes alteren la seva funció en unir-se a cofactors, productes o altres lligands. (f) Alguns enzims o receptors presenten llocs d’unió específics per a substrats diferents.Simultaneïtat de funcions: La inactivació d'una funció no ha d'afectar l'altra. Tanmateix, un patró d'expressió específic, necessari per a una de les funcions, pot no ser òptim per a l'altra. Alhora, certes mutacions poden augmentar l'eficàcia d'una funció mentre comprometen l'eficiència de la segona.[4] En aquests casos, la literatura assenyala com avantatjós delegar la funció original i la funció moonlighting en gens separats mitjançant un procés de duplicació gènica. Per exemple: L’enzim argininosuccinat liassa, que és la quarta del cicle de la urea, és en ànecs i estruços. Aquesta actúa a la vegada com a cristal·lina en el cristal·lí de l’ull, convertint-se així en una proteïna moonlighting. En els pollastres, però, aquestes dues funcions es distribueixen entre dues proteïnes molt semblants. Una d’elles, es troba enzimàticament inactiva, té una funció estructural com a cristal·lina en el cristal·lí, mentre que l’altra és l’enzima activa que participa en el cicle de la urea. Això fa que, a diferència dels ànecs i estruços, els pollastres necessitin de dos gens per complir la funció de l'enzim original.[6]
- Canvi entre funcions: El canvi funcional de les proteïnes moonlighting es vincula a factors que, si bé s'han assenyalat anteriorment, es vinculen a aquest aspecte. Són els següents: La localització cel·lular, el tipus de cèl·lula, l’estat oligomèric i la concentració d’un lligand, substrat, cofactor o producte (Fig. 2). Aquests mecanismes no són mútuament excloents i, en alguns casos, és una combinació de factors el que determina la funció de la proteïna.[6]
- Proteïnes moonlighting neomòrfiques: Aquestes proteïnes i enzims moonlighting desenvolupen noves funcions arran de mutacions en el seu codi genètic o en la seva estructura. És a dir: Són proteïnes moonlighting que han desenvolupat més funcions arran de mutacions i canvis estructurals.[3]

## Exemples
| Una funció                           | Funció adicional |
| ------------------------------------ | --- |
| Cristal·lines del cristal·lí         | Proteïnes de xoc tèrmic, Lactat deshidrogenasa, Argininosuccinat liasa, Retinaldehid deshidrogenasa, Enolasa, Quinona oxidorreductasa, Gliceraldehid-3-fosfat deshidrogenasa, etc. |
| Fosfoglucosa isomerasa               | Neuroleukina, Factor de motilitat autocrina, Mediador de diferenciació i maduració                                                                                                 |
| Reductasa de plasmina                | Fosfoglicerat quinasa |
| Timidina fosforilasa                 | Factor de creixement de cèl·lules endotelials derivat de plaquetes. |
| Neuropilina (receptor de VEGF)       | Receptor de semaforina III (axons nerviosos) |
| Uracil DNA glucosilasa               | Gliceraldehid-3-fosfat deshidrogenasa |
| Enzim de reparació d’errors PMS2     | Hipermutació de cadenes variables d'anticossos |
| Timosina β4 (segrest d’actina)       | Ligand de quimiotaxi secretat |
| Histona H1                           | Receptor de tiroglobulina |
| SMC3 (cohesió de cromatina germana)  | Proteïna de membrana basal amacrina |
| Ciclooxigenasa-1                     | Peroxidasa dependent d’hemo |
| Hidrolasa de leucotriè A4            | Aminopeptidasa |
| Deshidratasa de carbinolamina        | Cofactor de dimerització (DCoH) |
| Deshidratasa d’àcid δ-aminolevulínic | Subunitat inhibidora de proteasa |
| Proteasa Lon mitocondrial            | Xaperona |
| Xaperona FtsH bacteriana             | Metal·loproteasa |
| Canal de clor CFTR                   | Regulador d'altres canals d’anions epitelials |
| P-glicoproteïna (transportador)      | Regulador de canals d'ions d'inflorament cel·lular |
| 1-cys peroxiredoxina (peroxidasa)    | Fosfolipasa antiPLA2 |
| Isoforma 3 de lisil hidroxilasa      | Glucosiltransferasa de col·lagen |
| Hemaglutinina paramyxovirus          | Neuraminidasa |
| Intercanviador d'anions de banda 3   | Regulador de glicosilació |
| Proteïnes ribosomals                 | Reparació de ADN, reguladors de traducció, reguladors de desenvolupament, etc. |
| Sintasa de Tetrahymena ciliate       | Proteïna esquelètica de 14 nm |
| PHGPx (glutatió peroxidasa)          | Proteïna de unió a ferro sensible a ions (IRE-BP) |
| Aconitasa                            | Proteïna de receptor d'unió a maltosa |
| Receptor d’aspartat d’E. coli        | Inhibidor de traducció |
| Sintasa de timidilat                 | Supressor de bio operon |
| Sintetasa de biotina d’E. coli       | Repressor d'operó de bio |
| PutA deshidrogenasa de prolina       | Repressor transcripcional |
| Receptor de transferrina             | Gliceraldehid-3-fosfat deshidrogenasa |
| Receptor de lactosa                  | Galactosiltransferasa |
| Sintetasa d'acetil CoA               | Subunitat d’ADN polimerasa T7 d’E. coli |

Abreviatures de la Taula I: VEGF = factor de creixement endotelial vascular; DNA = àcid desoxiribonucleic; PMS2 = enzim de reparació de desajustos i homòleg en ratolí del gen de llevat 'postmeiotic segregation increased 2'; SMC3 = proteïna de cohesió de cromatina germana, anomenada per 'manteniment estructural del cromosoma 3'; DCoH = cofactor de dimerització del factor nuclear hepàtic 1a; Lon proteasa = proteïna codificada pel gen Lon; FtsH = proteïna codificada pel gen bacterià FtsH; CFTR = regulador de la conductància transmembrana de la fibrosi quística; 1-cys = 1 cisteïna; aiPLA2 = fosfolipasa A2 àcida dependent de Ca2+; PHGPx = fosfolípid hidroperòxid glutatió peroxidasa; E. coli = Escherichia coli; birA = gen per a la biotina sintetasa; operó bio = operó d’E. coli que conté gens per a la síntesi de biotina; PtA = flavoproteïna d’E. coli involucrada en la via del catabolisme de prolina.

## Implicacions i relacions cliniques
Les proteïnes moonlighting se solen estudiar des de la perspectiva de la biologia molecular i cel·lular, però aquestes també tenen un paper molt important en la seva associació amb certes malalties humanes. Aproximadament el 78% de proteïnes moonlighting s'associen a malalties, comparat amb el 18% de les proteïnes humanes en general, de tal manera que la seva regulació té aplicacions mèdiques. De fet, en gairebé el 50% d'aquestes proteïnes i enzims moonlighting, tant la funció canònica o principal com la resta estan implicades en la base biomolecular de les malalties que causen. Dos exemples rellevants de la relació entre patogènesi i proteïna moonlighting són els següents: Per una banda, la GAPDH, molècula que té una mitja d’onze funcions, una de les quals és l’apoptosi. Aquesta funció en excés està relacionada amb moltes malalties neurodegeneratives; Huntington, Parkinson, Alzheimer. I, per altra banda, una altra proteïna moonlighting a comentar per la seva relació amb diverses patologies és una variant de la α-cristal·lina, la αB-cristal·lina que es troba present en gran quantitat al teixit cardíac i muscular. Aquesta proteïna si es troba mutada, s'associa amb la miopatia cardíaca i miofibril·lar. Aquesta diferència de percentatges és rellevant en la mesura que ha modificat com tractem les malalties. Fins fa poc, l’abordatge farmacològic i mèdic es basava en la premissa que el rol bioquímic de les proteïnes en depenia de dos factors: Per una banda, una estructura ben definida. I, per altra banda, l'especificitat. Les proteïnes i enzims moonlighting contradiuen i amplien aquesta concepció en demostrar la rellevància biològica de les regions desestructurades i de la manca d’especificitat. Amb l’objectiu d’il·lustrar aquesta idea, al present apartat es desenvolupen tres maneres en que el caràcter moonlighting d’algunes proteïnes i enzims participen en la patogènesi:  
- Funcions desconegudes: El caràcter moonlighting d’una proteïna pot complicar la descoberta dels mecanismes moleculars i dels biomarcadors d’una malaltia. Això té a veure amb el desconeixement de les diverses funcions que pot desenvolupar aquest tipus de proteïna o enzim. Dit desconeixement es pot deure a dos factors: Per una banda, que dites funcions no han estat descobertes, ja que no es disposa encara d’una bona tècnica per predir quines proteïnes fan moonlighting i quines funcions tenen.[1] I, d’altra banda, que es tracti d’una  proteïna o enzim amb funcions moonlighting neomòrfiques. Aquestes són proteïnes que adquireixen noves funcions bioquímiques específiques com a resultat de mutacions en el seu codi genètic o canvis estructurals en la seva conformació. Per exemple: En el marc de les malalties monogèniques, les proteïnes i enzims moonlighting poden complicar la predicció del fenotip a partir del genotip si l’enzim metabòlic responsable del trastorn té diverses i desconegudes funcions.[5][8]
- Abordatge farmacològic: El caràcter moonlighting d’una proteïna pot dificultar l’abordatge i innovació farmacològics. Aquest fet té a veure amb la dificultat per predir com afectarà les diverses, desconegudes i emergents funcions. En aquest sentit, es destaca la possibilitat que alguns efectes secundaris deriven de les activitats moonlighting alterades. Malgrat aquesta dificultat, a nivell farmacològic aquest tipus de proteïnes també ofereixen oportunitats ja que les diverses funcions que presenten permet utilitzar-les de diferents maneres. Una d’elles és la intervenció selectiva en funcions secundàries. Un cop s'identifiquen les funcions secundàries de les proteïnes, es poden dissenyar fàrmacs amb actuacions específiques sobre una d'aquestes funcions, sense que s'alteri la primària.[5] Per exemple: En el càncer algunes proteïnes actuen tant regulant el creixement cel·lular com participant en el sistema immunitari. L’objectiu terapèutic és poder manipular la funció relacionada amb el creixement cel·lular sense alterar el sistema immunitari del pacient.[6] Enzims glicolítics com l'enolasa (ENO1) i el piruvat quinasa M2 (PKM2) han sigut identificades com proteïnes moonlighting que presenten funcions com la regulació de l’expressió gènica, la remodelació del microambient extracel·lular i la promoció de l'angiogènesi, funcions que contribueixen a la progressió tumoral i la resistència a teràpies. Un altre exemple: La fosfoglucosa isomerasa, el segon enzim de la glucòlisi i responsable de catalitzar la interconversió entre glucosa-6-fosfat i fructosa-6-fosfat pot desenvolupar més d’una funció. Aquesta proteïna també actua com a factor de motilitat autocrí, neuroleucina i mediador de diferenciació i maduració. Aquest enzim amb funció moonlighting s'uneix a un receptor de la superfície cel·lular, causant la diferenciació de cèl·lules leucèmiques i augmentant la motilitat de les cèl·lules tumorals. Actualment s'estudia com poden ser regulades per revertir els seus efectes, com la interacció de PKM2 amb el factor de transcripció HIF-1α al nucli regula gens implicats en la reprogramació metabòlica del tumor.[6][7]
- Augment de la virulència:  El 25% de les funcions pròpies de les proteïnes moonlighting atribuïdes desde la base de dades MultitaskProtDBII participen de la virulència dels patògens.[12] Això és: Mentre la funció principal s'associa a funcions clau, les duals s'associen a la remodelació de les proteïnes de la matriu extracel·lular (ECM). D’aquesta manera, els enzims moonlighting en les seves formes secretores s'han rebel·lat com un potencial mecanisme de virulència. Això es deu al fet que milloren la unió del bacteri a les cèl·lules hoste i s'uneixen a algunes proteïnes de la matriu de l’hoste. Per exemple: En l’Staphylococcus aureus resistent a la meticil·lina, dos enzims citoplasmàtics de la via Embden-Meyerhof-Parnas (EMP), la fructosa-1,6-bisfosfat aldolasa i la gliceraldehid-3-fosfat deshidrogenasa, poden actuar en formes secretores fora de la cèl·lula[13][5].
- La resistència als antibiòtics: En l’àmbit de la microbiologia també s'han estudiat aquest tipus de molècules com possibles cofactors de bacteris i generadors de resistència als antibiotics. Per exemple: En el cas del Mycobacterium tuberculosis, la glutamat racemasa és un enzim que, a més de produir D-glutamat per la síntesi de la paret cel·lular, també ha mostrat activitat d’inhibició de la girasa d’ADN.[4] Això contribueix a generar resistència del Mycobacterium tuberculosis contra l’antibiòtic ciprofloxacina[14][5].